# Francisco (álbum)
| Críticas profissionais | Críticas profissionais |
| Avaliações da crítica  | Avaliações da crítica  |
| Fonte                  | Avaliação              |
| ---------------------- | ---------------------- |
| All Music Guide        | [ 1 ]                  |

Francisco é um álbum do músico brasileiro Chico Buarque, lançado em 1987. O álbum foi lançado em vinil com 4 capas diferentes, todas com o mesmo Layout mas 4 fotos diferentes.

## Faixas
| N.º | Título                  | Compositor(es)                     | Duração |  |
| 1.  | "O Velho Francisco"     | Chico Buarque                      |         |  |
| 2.  | "As minhas meninas"     | Chico Buarque                      |         |  |
| 3.  | "Uma menina"            | Chico Buarque                      |         |  |
| 4.  | "Estação derradeira"    | Chico Buarque                      |         |  |
| 5.  | "Bancarrota blues"      | Chico Buarque / Edu Lobo           |         |  |
| 6.  | "Ludo real"             | Vinícius Cantuária / Chico Buarque |         |  |
| 7.  | "Todo o sentimento"     | Chico Buarque / Cristóvão Bastos   |         |  |
| 8.  | "Lola"                  | Chico Buarque                      |         |  |
| 9.  | "Cadê você (Leila XIV)" | Chico Buarque / João Donato        |         |  |
| 10. | "Cantando no toró"      | Chico Buarque                      |         |  |